# Конфортола, Элиза
Элиза Конфортола (итал. Elisa Confortola; род. 2 апреля 2002, Сондало, Италия) — итальянская конькобежка, специализирующаяся в шорт-треке. Двукратная чемпионка Европы и 5-кратная призёр чемпионата Европы, чемпионка Италии в абсолютном зачёте и 2-кратная призёр.

## Биография
Элиза Конфортола родилась в семье конькобежцев и занималась многими видами спорта с самого раннего возраста, такими как горные лыжи, волейбол и плавание, в том числе и шорт-треком с 6 лет, который вызывал наибольший интерес. Она сосредоточилась по-настоящему на шорт-треке в возрасте 12 лет, оставив другие виды спорта. Начала тренироваться в молодёжной команде "ASD Bormio Ice". 
Элиза впервые выступила в соревнованиях младших девочек в 2010 году, а в 2013 году выиграла серебро на чемпионате Италии среди девочек в категории "Е". Через год стала чемпионкой страны среди девушек младшей группы "Д". В 2017 году выиграла национальный чемпионат среди юниоров и вошла в состав юниорской сборной. С 2018 и по 2020 год она участвовала на юниорском чемпионате мира и трижды подряд завоёвывала бронзовые медали в эстафете. 
Она была знаменосцем Италии на церемонии открытия Европейского юношеского Олимпийского зимнего фестиваля 2019 года в Сараево, где выиграла золотую медаль в забеге на 1500 метров. В 2020 году также участвовала на юношеских Олимпийских играх в Лозанне и заняла 6-е место на дистанции 500 м и 8-е на 1000 м. Сезоны 2020/21 и 2021/22 она провела с переменным успехом. 
Уже в сезоне 2022/23 на этапах Кубка мира в Монреале и Солт-Лейк-Сити впервые завоевала бронзовые медали в женской эстафете. В январе 2023 года на чемпионате Европы в Гданьске Конфортола заняла третье место в женской эстафете вместе с Арианной Сигель, Глорией Иориатти, Арианной Вальчепиной и Николь Боттер Гомес, выиграв первую свою медаль на международном уровне. Следом стала обладательницей бронзовой медали в смешанной эстафете.
В том же марте 23-го года она стала впервые чемпионкой Италии в абсолютном зачёте и на дебютном чемпионате мира в Сеуле в женской эстафете заняла 4-е место, а в забегах на 1000 м и 1500 м финишировала 22-й и 25-й соответственно. Через год Элиза Конфортола на чемпионате Европы в Гданьске завоевала золотую медаль на дистанции 1500 м и серебряную в женской эстафете. В марте на чемпионате мира в Сеуле финишировала 6-й в женской эстафете и 13-й в беге на 1000 м.
В сезоне 2024/25, а именно 26 октября 2024 года на "Морис-Ришар Арена" в Монреале Элиза вместе с другими девушками одержала первую победу на 1-м этапе Кубка мира в эстафете, а на 2-м этапе Кубка мира 2 ноября стала серебряным призёром в той же эстафете.

## Личная жизнь и семья
Ей нравится путешествовать и тусоваться с друзьями, но также и смотреть хорошие фильмы дома на диване.